# Distribució de Pearson

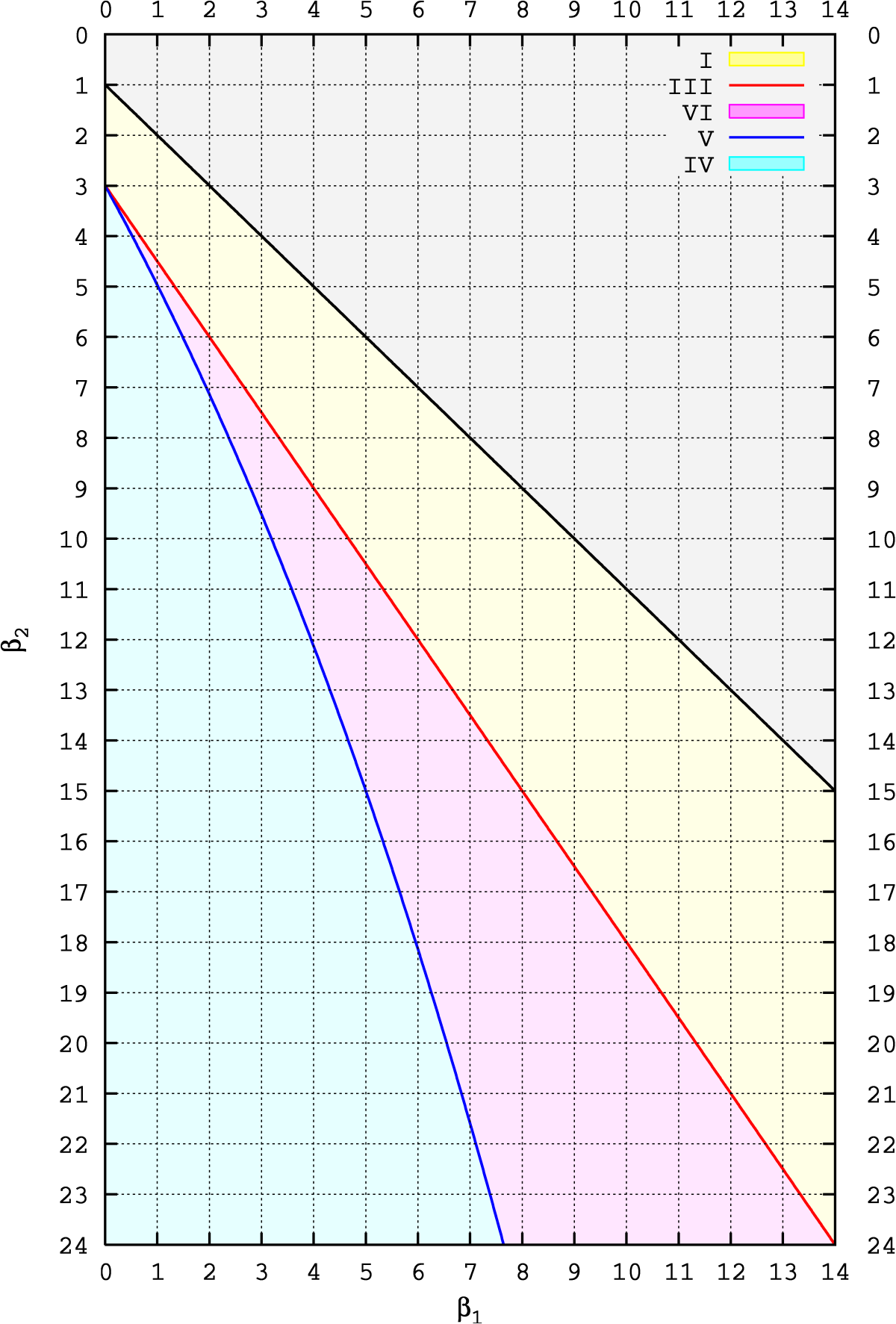
Diagrama del sistema de Pearson, que mostra distribucions dels tipus I, III, VI, V i IV en termes de β _{1} (asimetria al quadrat) i β ₂ (curtosi tradicional)

La distribució de Pearson és una família de distribucions de probabilitat contínues. Va ser publicat per primera vegada per Karl Pearson el 1895 i posteriorment ampliat per ell el 1901 i el 1916 en una sèrie d'articles sobre bioestadística.
El sistema Pearson es va idear originalment en un esforç per modelar observacions visiblement esbiaixades. En aquell moment era ben conegut com ajustar un model teòric per adaptar-se als dos primers acumulants o moments de dades observades: qualsevol distribució de probabilitat es pot estendre directament per formar una família a escala de localització. Excepte en casos patològics, es pot fer una família a escala de localització per ajustar-se bé a la mitjana observada (primer acumulant) i la variància (segon acumulant) arbitràriament. No obstant això, no se sabia com construir distribucions de probabilitat en les quals la sessió (tercer cumulant estandarditzat) i la curtosi (quart cumulant estandarditzat) es poguessin ajustar amb la mateixa llibertat. Aquesta necessitat es va fer evident quan es va intentar ajustar models teòrics coneguts a les dades observades que presentaven asimetries. Els exemples de Pearson inclouen dades de supervivència, que solen ser asimètriques.

Gràfic de densitats de tipus VII de Pearson amb λ = 0, σ = 1 i: γ ₂ = ∞ (vermell); γ ₂ = 4 (blau); i γ ₂ = 0 (negre).

En el seu article original, Pearson (1895, p. 360) va identificar quatre tipus de distribucions (numerades de l'I al IV) a més de la distribució normal (que originalment es coneixia com a tipus V). La classificació depenia de si les distribucions es recolzaven en un interval acotat, en una mitja línia o en tota la línia real; i si eren potencialment esbiaixades o necessàriament simètriques. Un segon article (Pearson 1901) va solucionar dues omissions: va redefinir la distribució de tipus V (originalment només la distribució normal, però ara la distribució gamma inversa) i va introduir la distribució de tipus VI. En conjunt, els dos primers articles cobreixen els cinc tipus principals del sistema Pearson (I, III, IV, V i VI). En un tercer article, Pearson (1916) va introduir més casos i subtipus especials (VII a XII).
Una densitat de Pearson p es defineix com qualsevol solució vàlida de l'equació diferencial (cf. Pearson 1895, pàg. 381)
{\displaystyle {\frac {p'(x)}{p(x)}}+{\frac {a+(x-\mu )}{b_{0}+b_{1}(x-\mu )+b_{2}(x-\mu )^{2}}}=0.\qquad (1)}
amb:
{\displaystyle {\begin{aligned}b_{0}&={\frac {4\beta _{2}-3\beta _{1}}{10\beta _{2}-12\beta _{1}-18}}\mu _{2},\\[5pt]a=b_{1}&={\sqrt {\mu _{2}}}{\sqrt {\beta _{1}}}{\frac {\beta _{2}+3}{10\beta _{2}-12\beta _{1}-18}},\\[5pt]b_{2}&={\frac {2\beta _{2}-3\beta _{1}-6}{10\beta _{2}-12\beta _{1}-18}}.\end{aligned}}}
Segons Ord, Pearson va idear la forma subjacent de l'equació (1) a partir, en primer lloc, de la fórmula per a la derivada del logaritme de la funció de densitat de la distribució normal (que dona una funció lineal) i, en segon lloc,, a partir d'una relació de recurrència per a valors de la funció de massa de probabilitat de la distribució hipergeomètrica (que dona l'estructura lineal dividida per quadrada).

## Aplicacions
Aquests models s'utilitzen als mercats financers, donada la seva capacitat de parametritzar-se d'una manera que té un significat intuïtiu per als comerciants del mercat. Actualment s'utilitzen diversos models que capturen la naturalesa estocàstica de la volatilitat de tipus, accions, etc., i aquesta família de distribucions pot resultar ser una de les més importants.